# Сюгут
Сюгут — село в Рутульском районе Дагестана. Входит в Цахурское сельское поселение.

## Географическое положение
Расположено на северном склоне Главного Кавказского хребта на реке Самур в устье реки Каяна, в 28 км северо-западнее районного центра села Рутул.

## Население
| 1895 | 1926 | 1939 | 1970 | 1989 | 2002 | 2010 |
| ---- | ---- | ---- | ---- | ---- | ---- | ---- |
| 182  | ↘129 | ↗172 | ↘145 | ↘77  | ↗117 | ↗167 |
| 2021 |      |      |      |      |      |      |
| ↘117 |      |      |      |      |      |      |

Моноэтническое цахурское село.

## Тухумы Сюгута
Селение Сюгут состоит из следующих тухумов:
- Нухевана
- Мусалевана
- Пакарана
- Афтевана